# Cirrate de Murray
Cirrothauma murrayi
Espèce
Statut de conservation UICN

 DD  : Données insuffisantes
La cirrate de Murray (Cirrothauma murrayi) est une espèce d'octopode de la famille des Cirroteuthidae.

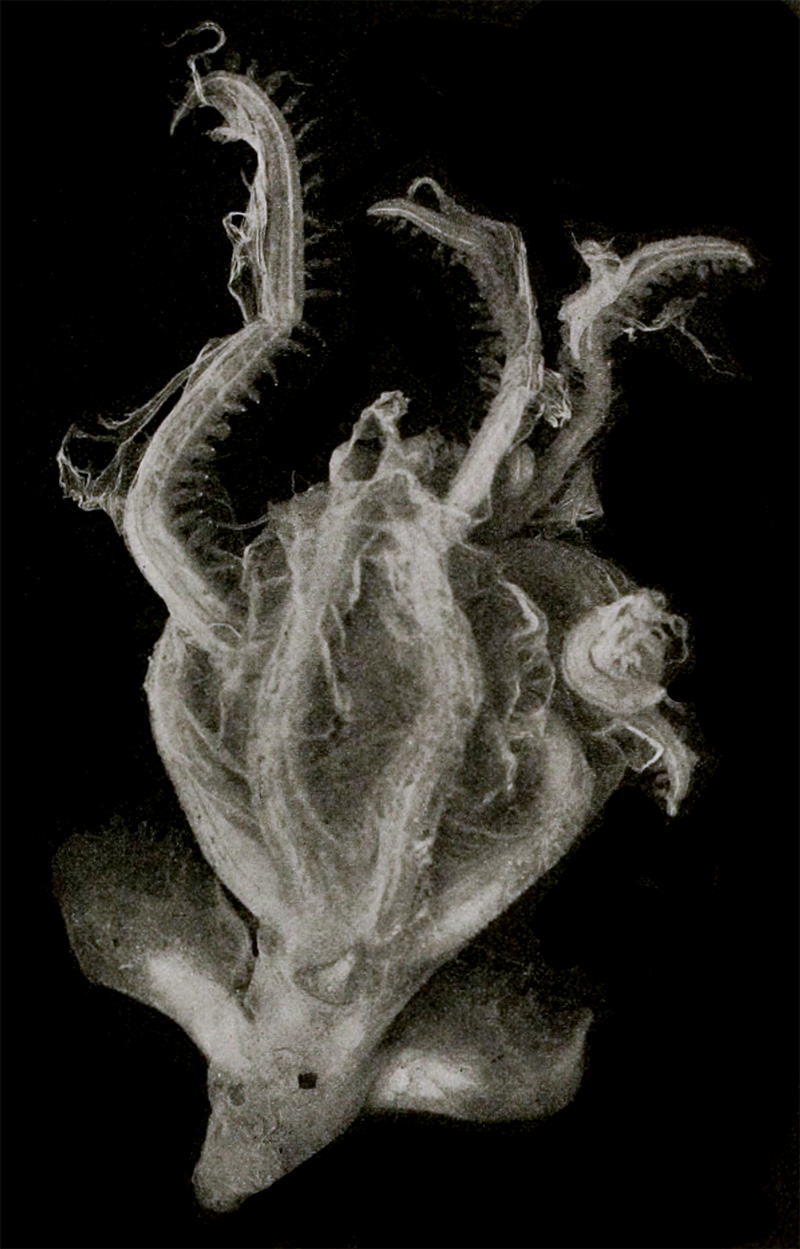
Spécimen pêché par Carl Chun.

 Cette espèce vit à une profondeur comprise entre 1 500 et 4 500 mètres. C'est le seul céphalopode aveugle,. Les yeux sont dépourvus de cristallin ; la rétine est réduite et reliée à la cornée. Les yeux sont recouverts par les tissus de la tête gélatineuse sans connexion avec la surface. Néanmoins, l'œil fonctionne toujours comme un photorécepteur simple qui ne peut pas former d'images.
Carl Chun a dédié en 1911 cet octopode à l'océanographe John Murray.